# Rijeka

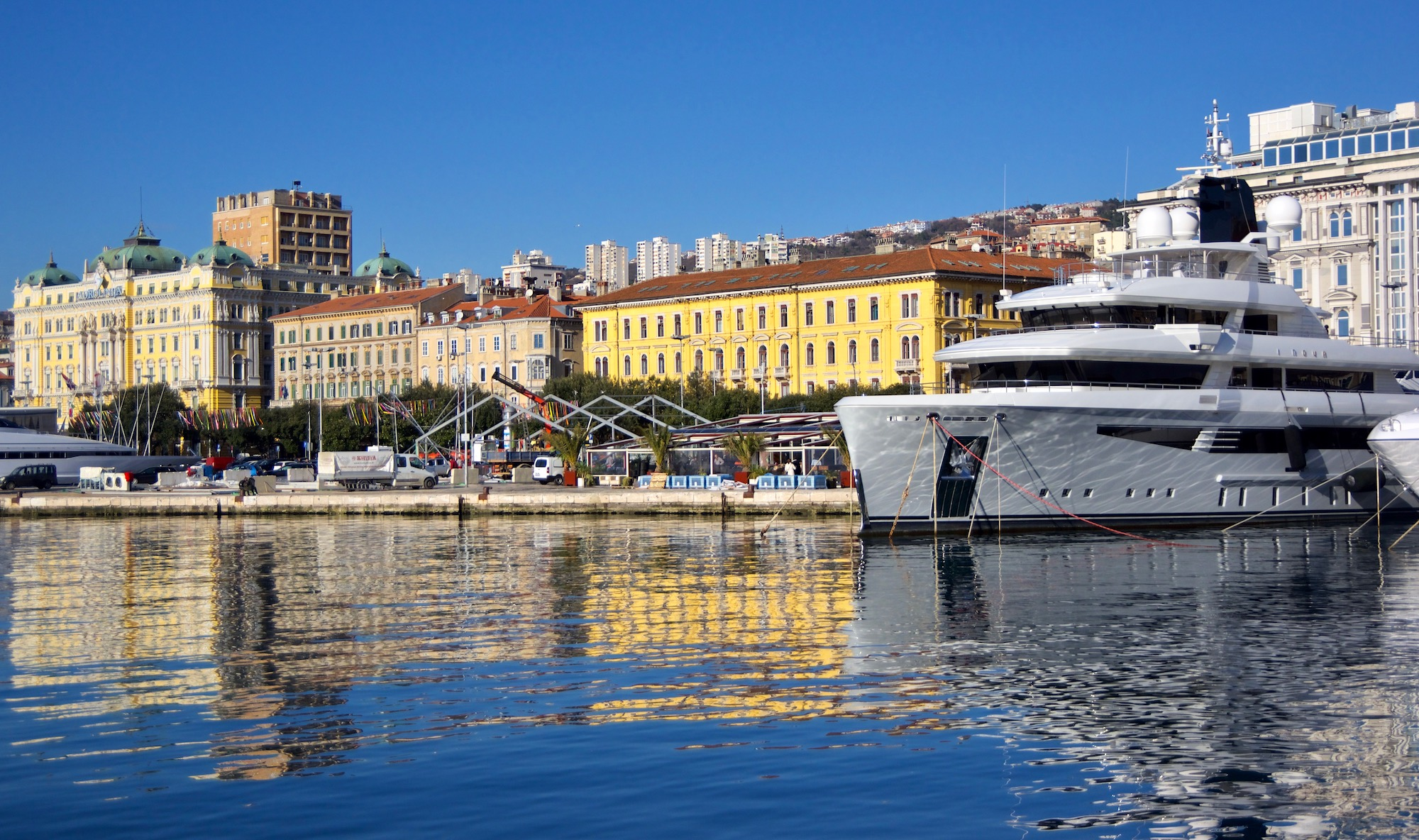
Zeekant (Riva)

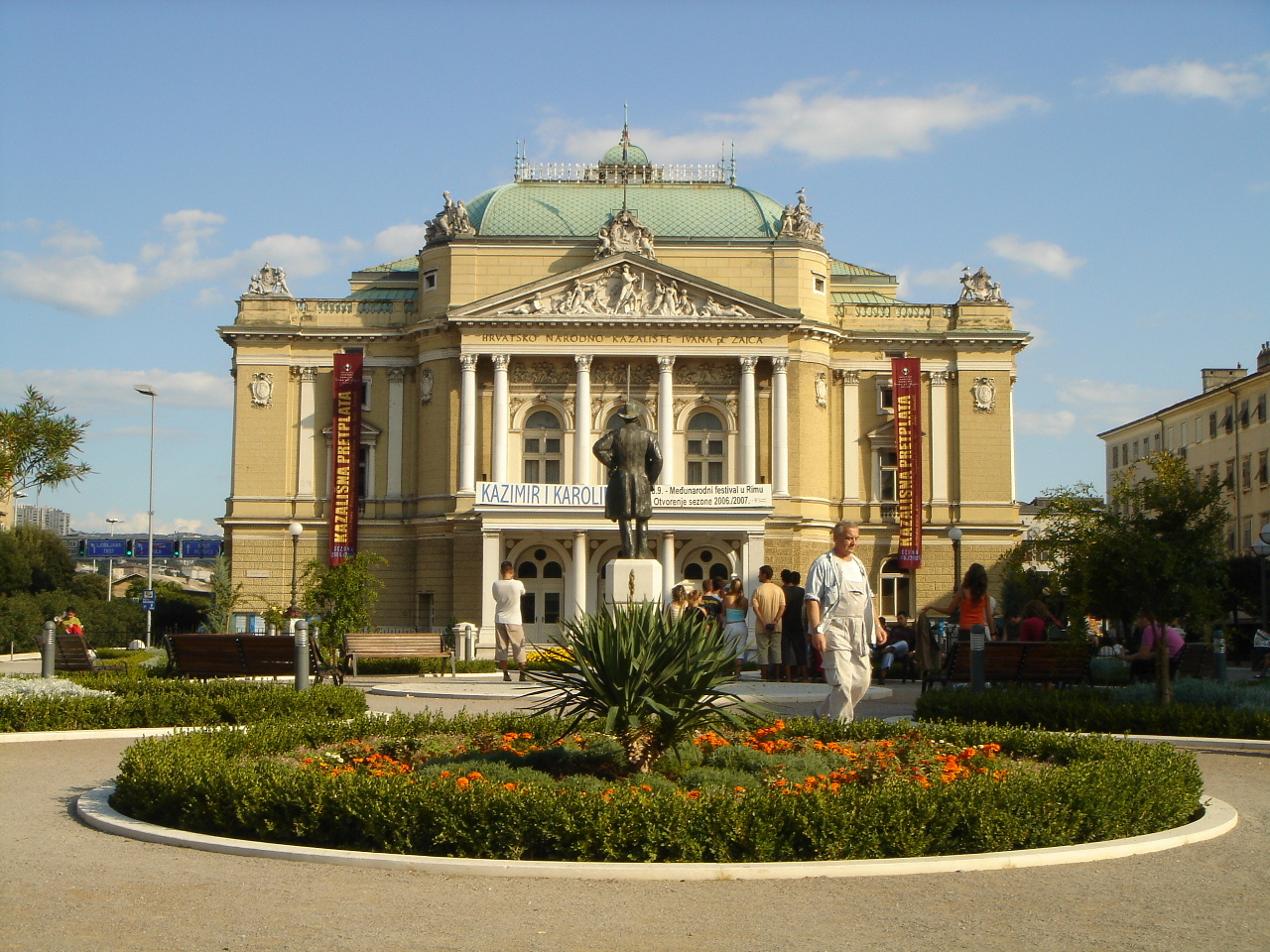
Theater Ivan Zajc Zajc (HNK Ivana pl. Zajca)

Rijeka (Italiaans en Hongaars: Fiume; Sloveens: Reka; Čakavisch: Rekà of Rika; Duits: Sankt Veit am Flaum of Pflaum) is een stad in Kroatië. Het is de derde stad van het land en de voornaamste havenstad. De stad telt 108.622 inwoners (2011) en ligt aan de Adriatische Zee. Tegenover de stad ligt het eiland Krk, waarop zich het vliegveld van de stad bevindt.

## Geschiedenis
De naam Rijeka betekent rivier, en dat geldt ook voor de Italiaanse naam Fiume waaronder de stad lang bekendstond. Fiume ontwikkelde zich stormachtig nadat de stad, die toen tot het Hongaarse deel van Oostenrijk-Hongarije behoorde, in 1873 werd aangesloten op het spoorwegnet. De enige zeehaven van Hongarije stond onder het directe gezag van Boedapest en was in de Dubbelmonarchie de rivaal van het naburige Oostenrijkse Triëst.
Na de val van de Dubbelmonarchie werd Fiume een twistappel tussen Italië en het Koninkrijk der Serven, Kroaten en Slovenen, het latere Joegoslavië. De stad werd overwegend door Italianen bewoond, de omgeving door Kroaten. In 1919 bezetten Italiaanse nationalisten onder Gabriele D'Annunzio de stad en doopten het om tot Italiaans Regentschap Carnaro. In december 1920 sloten Italië en Joegoslavië het Verdrag van Rapallo, op grond waarvan de stad onafhankelijk werd als Vrijstaat Fiume. Na enkele nieuwe Italiaanse bezettingen viel de stad in 1924 ook formeel toe aan Italië (Verdrag van Rome). Na de Tweede Wereldoorlog werd Rijeka onderdeel van de Joegoslavische deelrepubliek Kroatië.

### Historische bevolkingssamenstelling
In het jaar 1911 was de stad onderdeel van Oostenrijk-Hongarije. De stad en drie omliggende dorpen vormden de enige zeehaven van Hongarije. De bevolkingssamenstelling was als volgt:
- Italianen: 23.283 (46,9%)
- Kroaten: 15.731 (31,7%)
- Slovenen: 3.937 (7,9%)
- Hongaren: 3.619 (7,3%)
- Duitsers: 2.476 (5,0%)
- Engelsen: 202 (0,4%)
- Tsjechen: 183 (0,3%)
- Serviërs: 70 (0,14%)
- Fransen: 40 (0,08%)
- Polen: 36 (0,07%)
- Roemenen: 29 (0,06%)

Totaal 49.608 inwoners
In 1918, het einde van de Eerste Wereldoorlog, werden de stad en omgeving ingenomen door de Italiaanse troepen. De bevolking was als volgt:
- 28.911 Italianen (62,5%)
- 9.092 Kroaten (19,6%)

In het jaar 1971 is de stad onderdeel van Joegoslavië. De bevolkingssamenstelling is dan als volgt:
- Kroaten: 98.121 (74,20%)
- Serviërs: 14.079 (10,64%)
- Slovenen: 3.944 (2,98%)
- Italianen: 2.964 (2,24%)

Totaal: 132.222 inwoners
Bevolkingsgroepen volgens de Oostenrijks-Hongaarse volkstellingen:
|           | 1880             | 1890             | 1900             | 1910             |
| --------- | ---------------- | ---------------- | ---------------- | ---------------- |
| Italianen | 09.076 (43,26 %) | 13.012 (44,12 %) | 17.352 (44,54 %) | 24.212 (48,61 %) |
| Kroaten   | 07.669 (36,55 %) | 10.770 (36,52 %) | 07.497 (19,25 %) | 12.926 (25,95 %) |
| Slovenen  | 02.188 (10,43 %) | 02.780 (09,43 %) | 02.251 (06,78 %) | 02.336 (04,69 %) |
| Hongaren  | 00367 (01,75 %)  | 01.062 (03,60 %) | 02.842 (07,30 %) | 06.493 (13,04 %) |
| Duitsers  | 00859 (04,09 %)  | 01.495 (05,07 %) | 01.945 (04,99 %) | 02.315 (04,65 %) |
| Totaal    | 20.981           | 29.494           | 38.955           | 49.806           |

## Sport
HNK Rijeka is de professionele voetbalclub van Rijeka en speelt in het Stadion Kantrida. HNK Rijeka werd in 2017 en in 2025 landskampioen van Kroatië. De club won twee keer de Beker van Joegoslavië en vijf keer de Kroatische voetbalbeker.